# Dragan Tomić (giocatore di calcio a 5)
Dragan Tomić (in serbo Драган Томић?; Temerin, 25 marzo 1991) è un giocatore di calcio a 5 serbo.

## Carriera
Convocato dalla nazionale serba al campionato europeo del 2018, Tomić realizza due rete nei pareggi contro Slovenia e Italia, rivelatisi determinanti nel garantire il passaggio del turno nella fase a gironi.

## Palmarès
- Campionato libanese: 1

Bank of Beirut: 2017-18